# 아셈스
아셈스(Assems Inc.)는 대한민국의 기업이다. 본사는 부산 사하구 을숙도대로873번길 31에 위치해 있으며 대표이사는 장지상이다.

## 상장
2022년 2월 7일에 주관사를 한국투자증권으로 공모가 8,000원에 코스닥 시장에 상장하였다.

## 참고문헌
1. ↑  “아셈스, 내년 친환경 제품군을 통한 성장 본격화…목표가 유지”, 인포스톡데일리, 2022.12.07
2. ↑  "아셈스, 친환경 신제품 성장성 ‘주목’- 이베스트, 아이투자, 2022.09.21
3. ↑  아셈스 올해 신사업 성과 기대…"주가에도 반영될 것"-이베스트, 머니투데이, 2023.03.23